# Adam i jego klony
Adam i jego klony (ang. Splitting Adam) – amerykańsko-kanadyjski film komediowy z 2015 roku w reżyserii Scotta McAboya. Zrealizowany przez wytwórnię Pacific Bay Entertainment. Główne role w filmach zagrali Jace Norman (z Niebezpiecznego Henryka), Jack Griffo (z Grzmotomocnych) oraz Isabela Moner (ze 100 rzeczy do przeżycia przed liceum).
Premiera filmu odbyła się w Stanach Zjednoczonych 16 lutego 2015 na amerykańskim Nickelodeon. W Polsce film odbył się 23 maja 2015 na antenie Nickelodeon Polska.

## Opis fabuły
Film opisuje historię piętnastoletniego chłopaka – Adama Bakera (Jace Norman), który jest zapracowany. Jego miłością jest piękna ratowniczka z wodnego parku rozrywki, Lori Collins (Isabela Moner). Pewnego dnia życie Adama odmienia tajemnicze urządzenie skonstruowane przez jego wujka, magika Mitcha (Tony Cavalero) i za sprawą wynalazku zostaje przypadkowo sklonowany, a każdy z jego sobowtórów jest obdarzony innymi cechami charakteru. Na szczęście chłopak ma dwóch przyjaciół, Danny'ego (Seth Isaac Johnson) i Sheldona (Amarr M. Wooten), na których zawsze może liczyć.

## Obsada
- Jace Norman jako Adam Baker
- Isabela Moner jako Lori Collins
- Jack Griffo jako Vance Hansum
- Amarr M. Wooten jako Sheldon
- Seth Isaac Johnson jako Danny
- Tate Chapman jako Gillian Baker
- Abby Chapman jako klon Gillian
- Tony Cavalero jako magik Mitch

## Wersja polska
Wersja polska: na zlecenie Nickelodeon Polska – Master Film

Nadzór merytoryczny: Katarzyna Dryńska

Wystąpili:
- Jan Rotowski – Adam Baker
- Jan Cięciara – Vance Hansum
- Maciej Falana – Danny
- Beniamin Lewandowski – Sheldon
- Natalia Jankiewicz – Lori Collins
- Radosław Pazura – wujek Mitch
- Artur Janusiak – pan Mattis
- Anna Wodzyńska – pani Baker
- Grzegorz Kwiecień – pan Baker
- Stefan Knothe – profesor Lloyd
- Tomasz Jarosz
- Mirosław Wieprzewski
- Wojciech Chorąży
- Ilona Kuśmierska

i inni
Lektor: Ireneusz Machnicki